# 西笛里奈
西笛 里奈（にしぶえ りな、1995年6月13日 - ）は、高知県出身のハンドボール選手。日本ハンドボールリーグの大阪ラヴィッツ所属。

## 経歴
昭和学院高等学校時代は2013年の全国高等学校総合体育大会ハンドボール競技大会（インターハイ）で優秀選手に選ばれた。
高校卒業後は桐蔭横浜大学へ進学。2017年の関東学生ハンドボール・春季リーグで優秀選手賞を受賞した。
2018年に日本ハンドボールリーグの大阪ラヴィッツへ加入。

## 詳細情報

### 年度別成績
| 年       | チーム         | 試合 | フィールド 得点 | 率   | 7m  | 合計  | 警告 | 退場 | 失格 |
| -------- | -------------- | ---- | --------------- | ---- | --- | ----- | ---- | ---- | ---- |
| 2018-19  | 大阪ラヴィッツ | 24   | 23/50           | .460 | 0/0 | 23/50 | 1    | 1    | 0    |
| JHL：1年 | JHL：1年       | 24   | 23/50           | .460 | 0/0 | 23/50 | 1    | 1    | 0    |

- 各年度の太字はリーグ最高

### 記録

#### 日本ハンドボールリーグ
- フィールドゴール初得点：2018年10月14日、対三重バイオレットアイリス戦（スポーツの杜鈴鹿体育館）[4]

### 背番号
- 18 (2018年 - )